# (468861) 2013 LU28
(468861) 2013 LU28, chỉ định tạm thời 2013 LU28 là một vật thể ngoài sao Hải Vương rất lập dị, centaur ngược và damocloid từ các khu vực bên ngoài của Hệ Mặt Trời. Nó được phát hiện vào ngày 8 tháng 6 năm 2013 bởi các nhà thiên văn học với Khảo sát Núi Lemmon tại Đài thiên văn Núi Lemmon ở Arizona, Hoa Kỳ. Đối tượng ít có khả năng một hành tinh lùn vì nó chỉ có đường kính khoảng 110 km (68 dặm). Nó được đánh số vào năm 2016 và chưa được đặt tên kể từ đó.

## Quỹ đạo và phân loại
2013 LU28 quay quanh Mặt trời ở khoảng cách 8,7-353.1 AU cứ sau 2434 năm (888.879 ngày; trục bán chính 180,92 AU). Quỹ đạo của nó có độ lệch tâm đặc biệt cao 0,95 và độ nghiêng 125 ° so với đường hoàng đạo. Vòng cung quan sát của vật thể bắt đầu bằng quan sát khám phá chính thức tại Núi Lemmon vào tháng 6 năm 2013.